# Gordon Ingram
Gordon B. Ingram (Los Angeles, 30 dicembre 1924 – 4 novembre 2004) è stato un inventore e imprenditore statunitense.
Ha fondato, insieme a Mitchell L. WerBell III, la Military Armament Corporation. È stato l'inventore delle pistole mitragliatrici Ingram MAC-10 e MAC-11, e a lui viene attribuito il merito di aver reso nuovamente popolare il mitra.